# Герб Корецького району
Герб Коре́цького райо́ну — офіційний символ Корецького району Рівненської області, затверджений Корецькою районною радою 19 листопада 2009 року.

## Опис
У зеленому полі срібна розгорнута книга, накладена на золоті меч і гусяче перо; глава двічі розтята: у середньому червоному полі зображена золота надбрамна вежа замку Корецьких на човні, що пливе по синій хвилястій основі, у правому синьому полі — золота церква, у лівому синьому — золотий сніп пшениці.
Щит оздоблено декоративним картушем і увінчано золотою районною короною.